# Veronika Popova
Pour les articles homonymes, voir Popov.
Veronika Popova, née le 20 janvier 1991 à Mikhaïlovka, est une nageuse russe spécialiste des épreuves de nage libre.

## Biographie
Veronika Popova est présente aux Jeux olympiques de 2012. Dix-septième et première éliminée des séries du 100 mètres nage libre, Popova obtient également la sixième place de la finale du 200 mètres nage libre. En relais, Popova est dixième du 4 × 100 m nage libre, douzième du 4 × 200 m nage libre et quatrième du 4 × 100 m quatre nages.
En fin d'année, Popova remporte la médaille d'or du 100 mètres nage libre aux Championnats d'Europe en petit bassin. La Russe obtient également la médaille d'argent en relais mixte 4 × 50 m nage libre ainsi que le bronze sur le 200 mètres nage libre.

## Palmarès

### Jeux olympiques
| Épreuve / Édition           | Londres 2012                 | Rio 2016                     |
| 100 mètres nage libre       | 17e des séries 54 s 66       |                              |
| 200 mètres nage libre       | 6e 1 min 57 s 25             |                              |
| 4 × 100 mètres nage libre   | 10e des séries 3 min 39 s 59 | 10e des séries 3 min 37 s 68 |
| 4 × 200 mètres nage libre   | 12e des séries 7 min 56 s 50 |                              |
| 4 × 100 mètres quatre nages | 4e 3 min 56 s 03             |                              |

### Championnats du monde

#### En grand bassin
- Championnats du monde 2013 à Barcelone ( Espagne) :
  -  Médaille de bronze au titre du relais 4 × 100 m quatre nages.

- Championnats du monde 2017 à Budapest ( Hongrie) :
  -  Médaille d'argent au titre du relais 4 × 100 m quatre nages.

#### En petit bassin
- Championnats du monde 2012 à Istanbul ( Turquie) :
  -  Médaille d'argent au titre du relais 4 × 200 m nage libre.

- Championnats du monde 2014 à Doha ( Qatar) :
  -  Médaille d'argent au titre du relais 4 × 50 m nage libre mixte.

### Championnats d'Europe

#### En grand bassin
- Championnats d'Europe 2014 à Berlin ( Allemagne) :
  -  Médaille d'argent au titre du relais mixte 4 × 100 m nage libre.
  -  Médaille de bronze au titre du relais mixte 4 × 100 m quatre nages.

#### En petit bassin
- Championnats d'Europe 2012 à Chartres ( France) :
  -  Médaille d'or du 100 mètres nage libre.
  -  Médaille d'argent au titre du relais mixte 4 × 50 m nage libre.
  -  Médaille de bronze du 200 m nage libre.

- Championnats d'Europe 2013 à Herning ( Danemark) :
  -  Médaille d'or au titre du relais mixte 4 × 50 m nage libre.
  -  Médaille de bronze au titre du relais 4 × 50 m nage libre.
  -  Médaille de bronze sur 200 m nage libre.

- Championnats d'Europe 2015 à Netanya ( Israël) :
  -  Médaille de bronze sur 100 m nage libre.
  -  Médaille d'argent sur 200 m nage libre.
  -  Médaille de bronze au titre du relais 4 × 50 m nage libre.

## Records personnels
Ces tableaux détaillent les records personnels de Veronika Popova en grand et petit bassin.
| Épreuve          | Temps         | Compétition                 | Lieu              | Date         |
| 100 m nage libre | 53 s 94       | Championnats d'Europe 2014  | Berlin, Allemagne | 18 août 2014 |
| 200 m nage libre | 1 min 55 s 93 | Championnats de Russie 2014 | Moscou, Russie    | 16 mai 2014  |

| Épreuve          | Temps         | Compétition                | Lieu        | Date            |
| 100 m nage libre | 52 s 45       | Championnats du monde 2014 | Doha, Qatar | 5 décembre 2014 |
| 200 m nage libre | 1 min 52 s 84 | Championnats du monde 2014 | Doha, Qatar | 7 décembre 2014 |